# Sedum shitaiense
Sedum shitaiense är en fetbladsväxtart som beskrevs av Y. Zheng och D. C. Zhang. Sedum shitaiense ingår i Fetknoppssläktet som ingår i familjen fetbladsväxter. Inga underarter finns listade i Catalogue of Life.